# Karolina Kaczorowska
 (juillet 2018).
Si vous disposez d'ouvrages ou d'articles de référence ou si vous connaissez des sites web de qualité traitant du thème abordé ici, merci de compléter l'article en donnant les références utiles à sa vérifiabilité et en les liant à la section « Notes et références ».
Karolina Kaczorowska (née Mariampolska), née le 26 septembre 1930 à Stanisławów et morte le 21 août 2021, est la veuve de Ryszard Kaczorowski, le dernier président de la République de Pologne, quand le gouvernement de celle-ci était en exil, et par conséquent la dernière Première dame émigrée (1989-1990).

## Biographie
Karolina Mariampolska est née à Stanisławów, ville alors en Pologne, annexée à l'Ukraine soviétique en 1939. Durant l'occupation soviétique (1939-1941) elle fut déportée, avec sa famille, en Sibérie. Après avoir été libérée, elle suivit des cours dans une école polonaise ougandaise et fut diplômée de l'Université de Londres. Pendant un certain nombre d'années, elle occupa le poste d'enseignante et fut également activiste dans le Polish exiled Scouting movement, où elle rencontra son futur mari. Ils se marièrent le 19 juillet 1952, eurent deux enfants et cinq petits-enfants.
Mme Kaczorowska devait initialement se rendre au 70e anniversaire du massacre de Katyn accompagnée de son mari, mais y renonça pour des raisons de santé. L'ensemble de la délégation polonaise, y compris l'ancien président Kaczorowski, sont tués dans l'accident du Tupolev Tu-154, le 10 avril 2010.